# Mitsubishi Motors Brasil
A MMC Automóveis do Brasil Ltda. é a montadora da Mitsubishi Motors no Brasil. Desde sua inauguração, já vendeu mais de 200 mil veículos no Brasil e conta agora com um faturamento anual em torno de R$ 4 bilhões, sendo uma das 100 de maiores empresas do país.

## História da Mitsubishi Motors
Mitsubishi o maior conglomerado da Ásia e o grupo é um dos 10 de maiores em todo o mundo, indo da cerveja Kirin às câmeras Nikon. São mais de 200 grandes empresas em 180 países.
Em 1870, no século XIX, Yataro Iwasaki explorava a rota comercial entre China e Rússia com seus três barcos. A Mitsuwaka (três rios, em japonês) cresceu e as três embarcações transformaram-se em diamantes, símbolos da marca. Em 1873, a companhia foi rebatizada Mitsubishi Shokai. O quarto presidente da empresa, Koyata Iwasaki, neto de Yataro, começou a investir em veículos motorizados, nascendo a Mitsubishi Motors, em 1917.

## Mitsubishi Motors no Brasil
A Mitsubishi Motors do Brasil (MMCB) foi uma das primeiras montadoras a chegar ao país, em 1991, após a abertura das importações. Seis anos depois, em 1997, a empresa lançou a pedra fundamental de sua unidade industrial em Catalão, sudeste de Goiás. Neste momento, a marca dos três diamantes iniciou uma nova trajetória, deixando de ser representante, para se tornar a primeira fábrica de automóveis no país com capital 100% nacional e, também, a primeira a se instalar na região Centro-Oeste.
No dia 15 de julho de 1998, saía da linha de montagem a primeira Mitsubishi L200, branca, com a morfologia típica do Brasil: cabine dupla, motor a diesel e tração nas 4 rodas. Com 14mil m² de área construída e 150 funcionários, cinco veículos eram produzidos por dia.
Em 2000, a Mitsubishi lançou o projeto Anhanguera I. Na primeira fase, foram feitas verticalização de quatro processos de produção - soldagem, pré-tratamento e pintura de carroceria e peças plásticas - e o lançamento de novos produtos, o Pajero TR4 e a L200 Sport. A área construída aumentou para 44 mil m² e a capacidade instalada passou para 30 mil unidades/ano, em duas linhas de produção. Também foram ampliados a área de solda de carrocerias e o armazém de materiais.
Na segunda fase do projeto, de 2004 a 2006, a Mitsubishi investiu na expansão da fábrica, que passou a ter 65 mil m². Nesta época, foi lançado o Pajero Sport e o número de empregados passou de 727 para 1.500.
A terceira fase do projeto, de 2007 a 2009, contemplou uma nova ampliação da fábrica. Esta época marcou o lançamento do primeiro SUV Flex (Pajero TR4 Flex), o primeiro motor V6 Flex (Pajero Sport Flex) e a primeira cabine dupla Flex (L200 Triton Flex). A área da fábrica passou para quase 100 mil m².
Em 2011, a Mitsubishi Motors anunciou e está cumprindo o cronograma do Projeto Anhanguera II. O programa visa uma nova ampliação da capacidade de produção da fábrica em Catalão (GO), nacionalização de produtos importados (ASX – 2013 e Lancer Sedan – 2014) e lançamento de novos veículos. Há a previsão ainda de uma fábrica de motores até 2014.
Os novos projetos devem criar mais de 1.000 novos empregos e poderão atrair de oito a 15 fornecedores para a região. Atualmente, são 2650 funcionários diretos, responsáveis pela produção diária de 205 veículos, entre eles a linha da L200 Triton (L200 Triton HPE, L200 Triton Savana, L200 Triton GLS, L200 Triton GLX e L200 Triton GL), o Pajero Dakar e o Pajero TR4. Para 2012, a meta de venda de veículos, nacionais e importados, é de 62 mil carros, sendo que, em 2011, a comercialização foi de 55.516.

### Ralis
Em 1994 foi criado o primeiro rali de regularidade do Brasil, o Mitsubishi MotorSports, que se tornou uma experiência única entre os amantes do off-road e clientes da marca, reunindo a Nação 4x4 em passeios por diversas regiões do país. Todas as edições do evento incluem a doação de alimentos para entidades beneficentes na ação Mitsubishi Pró Brasil.
Em 2000, a pedido dos competidores que buscavam mais velocidade, foi criada a Mitsubishi Cup, um rali de velocidade cross country disputado em sete etapas.
E quatro anos depois, em 2004, foi criado o Mitsubishi Outdoor, uma categoria de rali inédita no Brasil. A prova de estratégia em equipe para família e amigos une rali de regularidade com atividades esportivas e culturais.

#### Rally dos Sertões
O Rally dos Sertões, um dos mais famosos do país, tem a Mitsubishi como patrocinadora oficial. O circuito, que já passou pro praias e montanhas, é considerado etapa do Mundial Cross-Country da Federação Internacional de Automobilismo para carros e caminhões.
A edição 2011 do evento marcou a décima vitória da marca desde que o evento foi criado. Nos 4 mil km entre Goiânia (GO) e Fortaleza (CE), a dupla Guilherme Spinelli e Youssef Haddad venceu com um Lancer Racing.

#### Equipe Mitsubishi Brasil
A Equipe Mitsubishi Brasil é formada pelo piloto Guilherme Spinelli e pelo navegador Youssef Haddad. Spinelli é tetracampeão da geral do Rally dos Sertões e vice da categoria gasolina no Rally Dakar, entre outros títulos. Já Haddad é bicampeão da geral do Rally dos Sertões e campeão do Rally RN1500, por exemplo. A dupla compete a bordo do moderno Mitsubishi Lancer Racing.

### Mitsubishi Sailing Cup
Visando o incentivo da vela brasileira, em 2010 foi a criada a Mitsubishi Sailing Cup, um campeonato para veleiros monotipos das classes S40, HPE25 e C30. As disputas são sempre intensas e extremamente acirradas, o resultado é definido apenas nos momentos finais da prova.

### Autódromo Velo Città
O Velo Città é o autódromo da Mitsubishi. Trata-se de um circuito desafiador com 3.430 metros e 3 traçados diferentes em Mogi Guaçu, a 180 km de São Paulo. O autódromo é cheio de particularidades, como subidas e descidas e sentido anti-horário.
O circuito Velo Città é homologado pela CBA (Confederação Brasileira de Automobilismo) com padrão internacional FIA (Federação Internacional de Automobilismo).

### Mitsubishi Café
Inaugurado no dia 4 de junho de 2012, o Mitsubishi Café é um espaço sofisticado dentro do Shopping Cidade Jardim, em São Paulo. O espaço é exclusivo para clientes da marca, que podem degustar, gratuitamente, variados tipos de café by Chocolat du Jour. No local, há sempre a exposição de um carro da Mitsubishi e ações especiais.

## MIT TV, MIT Revista e MIT FM
Para conectar as várias atividades e ações da marca no Brasil e no mundo, surgiu a MIT Revista, com tiragem de 100 mil exemplares por edição, e o programa televisivo MIT TV, que vai ao ar duas vezes ao mês no canal BandSports. Tudo com conteúdo voltado para o estilo de vida 4x4.

### MIT FM
A MIT FM (92,5 São Paulo-SP) foi uma realização do Grupo Bandeirantes de Comunicação em parceria com a Mitsubishi Motors e a Agência África. Ela entrou no ar oficialmente no dia 9 de junho de 2008 Durante quase 4 anos, a MIT FM foi uma rádio que traduziu em música e conteúdo a liberdade que une o gosto pela aventura.
Além da programação musical, a rádio oferecia prestação de serviços. Ela encerrou as atividades no dial no dia 6 de março de 2012, a última música tocada foi "Só o Fim", do Camisa De Vênus.